# 瓦仓机场
瓦仓机场是第二次世界大战期间于今云南省大理白族自治州修建的一座简易机场，现已不存在，原址在今弥渡县弥城镇龙泉村委会瓦仓村。

## 历史
1942年5月，日军从缅甸攻入德宏，中国远征军司令陈诚进驻弥渡县指挥作战，勘定在弥渡县瓦仓村西面的农田上修建临时机场，由弥渡县出工8000人、第十一集团军运输第四团张窦扬部1000余人修建而成。机场长宽为1,000×150米，战时曾起降过数次单螺旋桨单翼小型飞机。
中华人民共和国成立后，因长期闲置，机场被开垦为农田。

## 资料来源
1. ↑  熊, 志远. . 政协弥渡县委员会.   [2017-10-01]. （原始内容存档于2017-10-02）.
2. 1 2  大理白族自治州交通局. . 昆明: 云南人民出版社. 1991: P 211. ISBN 7-222-00770-9.